# Antoni Paweł Sułkowski

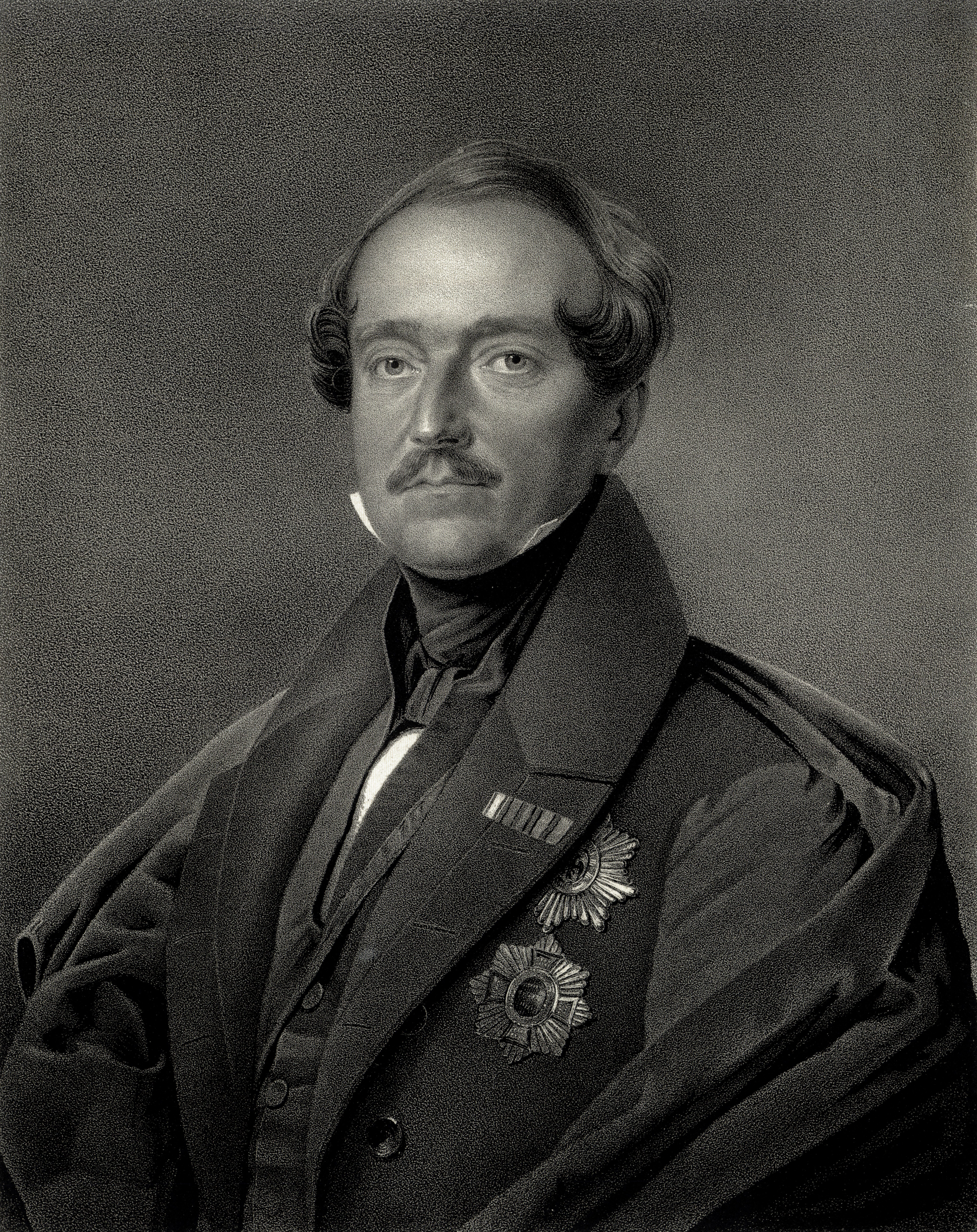
Antoni Paweł Sułkowski (F. Gregor, litografia)

Antoni Paweł Sułkowski książę herbu Sulima (ur. 31 grudnia 1785 w Lesznie, zm. 13 kwietnia 1836 w Rydzynie) – polski generał dywizji Armii Księstwa Warszawskiego, naczelny wódz wojsk polskich Księstwa Warszawskiego, trzeci ordynat Ordynacji Sułkowskich, kawaler maltański (w zakonie po 1816 roku), kawaler Honoru i Dewocji.

## Życiorys
Był synem wojewody kaliskiego Antoniego Sułkowskiego (1735–1796) i Karoliny Bubna-Littitz. Służbę wojskową rozpoczął w 1806 wystawiając na własny koszt 1 pułk piechoty Legii Poznańskiej, którego został dowódcą. Uczestniczył w Polsce w kampanii 1806–1807 (m.in. oblężenia Gdańska i Kołobrzegu), w Hiszpanii 1808–1809. W 1810 został generałem brygady, a w wojnie z Rosją w 1812 był dowódcą brygady kawalerii w V Korpusie ks. Józefa Poniatowskiego. W 1812 roku przystąpił do Konfederacji Generalnej Królestwa Polskiego. W kampanii 1813 w Niemczech był generałem dywizji i dowódcą dywizji w IV Korpusie kawalerii Michała Sokolnickiego, który był częścią polskiego korpusu Poniatowskiego. W październiku po śmierci ks. Poniatowskiego dowódcą VIII Korpusu został na krótko Sokolnicki, a od niego funkcję tę przejął również na krótko, wmanewrowany w tę rolę przez Jana Krukowieckiego, Sułkowski, który sam w wieku lat 28 aspiracji takich nie posiadał. Po kilku dniach złożył dymisję, został przez Napoleona zwolniony ze służby i powrócił do Polski. Dowództwo resztek sił polskich pozostałych u boku cesarza (ok. 5 tys. ludzi) przejął od tego momentu Jan Henryk Dąbrowski.
Ożenił się z Ewą Kicką w 1808, mieli trzy córki: Helenę (1812–1900), która wyszła za hrabiego Henryka Potockiego, Ewę (1814–1881), która wyszła za hrabiego Władysława Potockiego i Teresę (1815–1889), która wyszła za Henryka Wodzickiego, oraz jednego syna Augusta Antoniego (1820–1882), który się ożenił z Marią Mycielską w 1843.
Po 1818 osiadł w Rydzynie, uczestniczył w życiu politycznym Wielkiego Księstwa Poznańskiego.
Był marszałkiem Sejmu Wielkiego Księstwa Poznańskiego. Przewodniczył obradom  sejmów stanowych w 1827, 1830 i 1834 roku. Deputowany ze stanu rycerskiego z powiatu poznańskiego na sejm prowincjonalny w 1827 i w 1830 roku.
Był członkiem loży wolnomularskiej Bracia Zjednoczeni w drugim stopniu rytu ("czeladnik"), w 1820.
Odznaczony Krzyżem Kawalerskim Orderu Virtuti Militari (1808), francuskim Krzyżem Kawalerskim i Oficerskim Orderu Legii Honorowej (1807 i 1812), neapolitańskim Krzyżem Wielkim Orderu Obojga Sycylii (1813), Krzyżem Kawalerskim Orderu Hiszpanii (1810), bawarskim Orderem św. Huberta (1805), a także pruskim Krzyżem Wielkim Orderu Orła Czerwonego.
7 sierpnia 2024 Stanisław Wziątek, w zastępstwie ministra obrony narodowej, podpisał decyzję nr 94/MON w sprawie nadania 12 pułkowi logistycznemu w Kołobrzegu imienia patrona – gen. dyw. Antoniego Pawła Sułkowskiego.